# Ireland's Eye
Ireland's Eye är en ö i Kanada.   Den ligger i provinsen Newfoundland och Labrador, i den östra delen av landet, 1 700 km öster om huvudstaden Ottawa. Arean är 5,5 kvadratkilometer.
Terrängen på Ireland's Eye är platt. Öns högsta punkt är 134 meter över havet. Den sträcker sig 4,5 kilometer i nord-sydlig riktning, och 2,9 kilometer i öst-västlig riktning.